# Suomenlinna

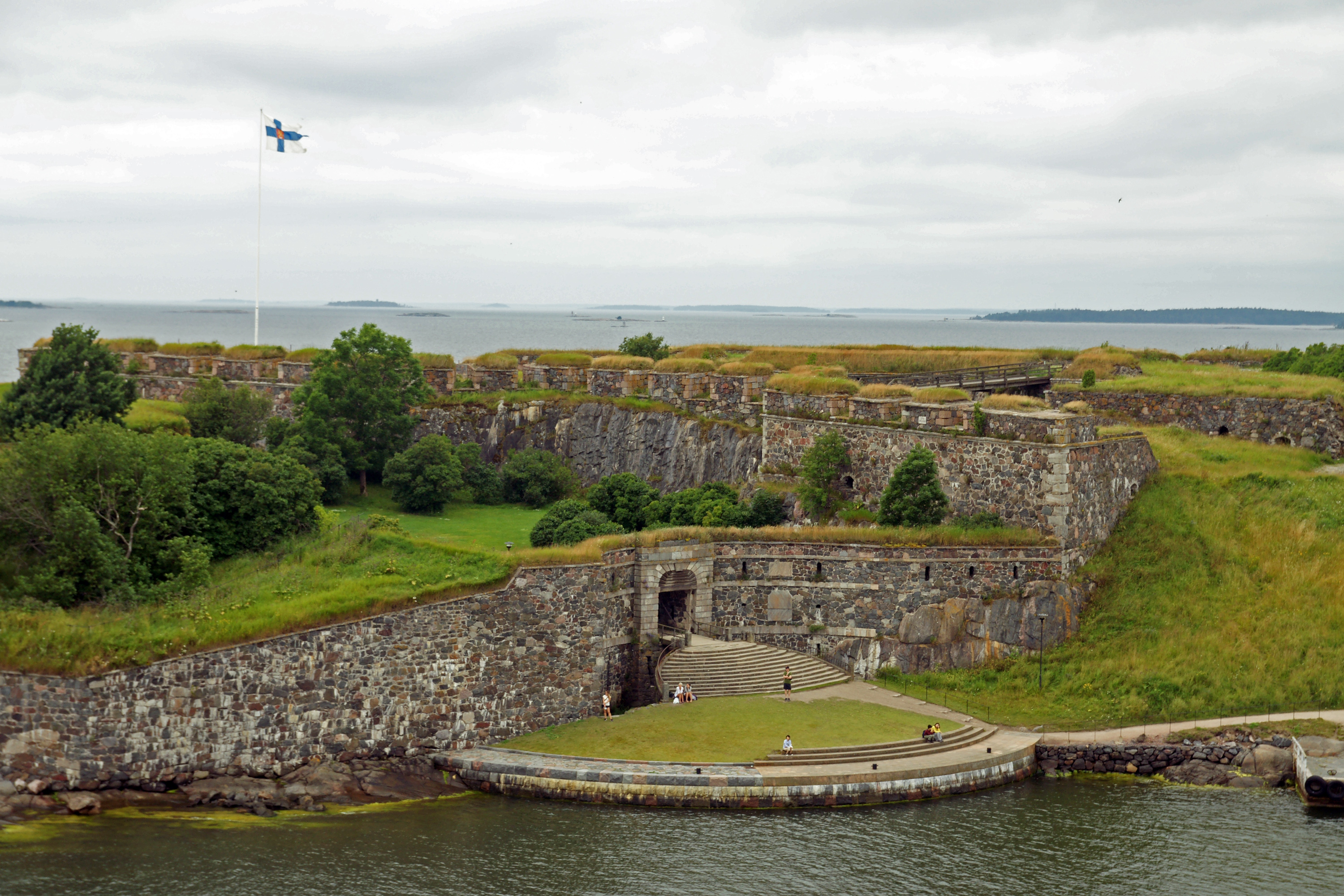
Das Königstor im Vordergrund ist eins der Wahrzeichen von Suomenlinna.

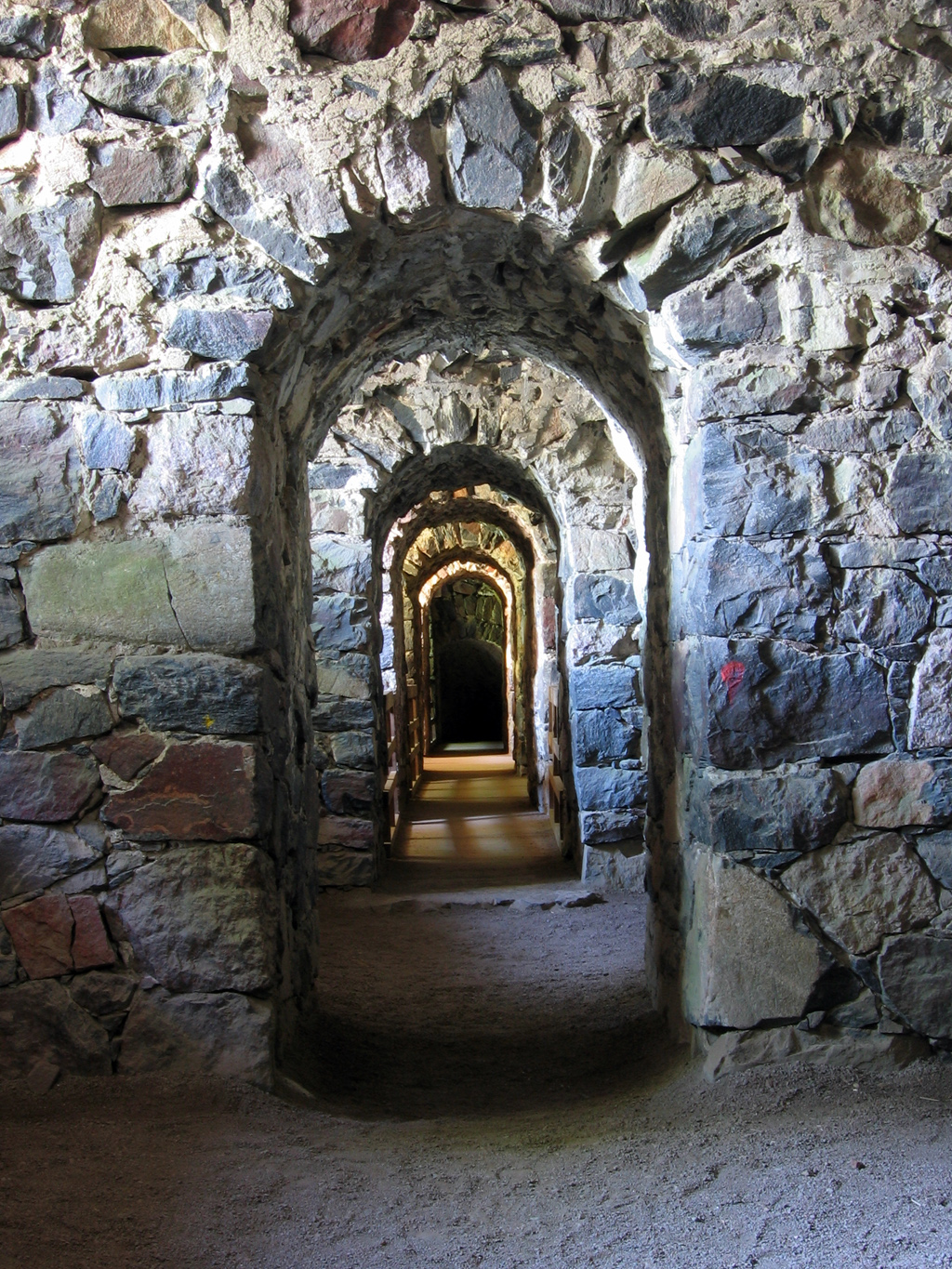
Im Inneren einer Bastion

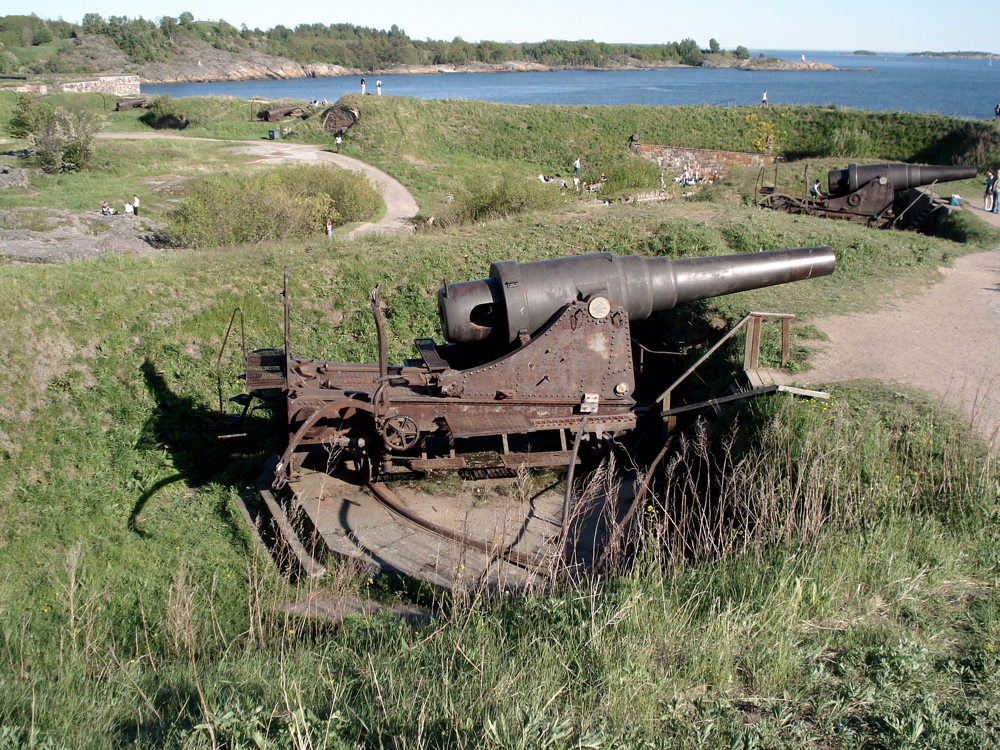
Sandwälle mit Kanonen von Krupp aus Essen aus dem Jahr 1870

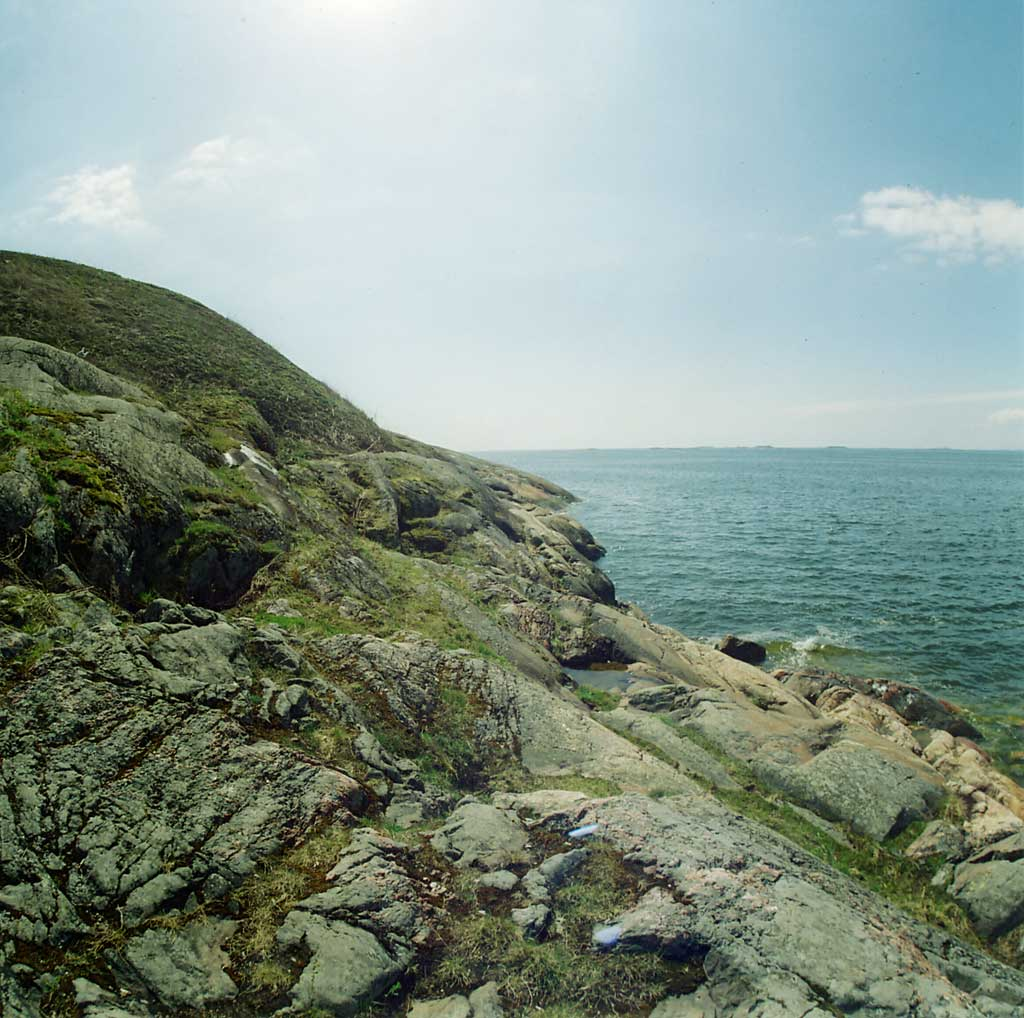
Strandfelsen auf Suomenlinna

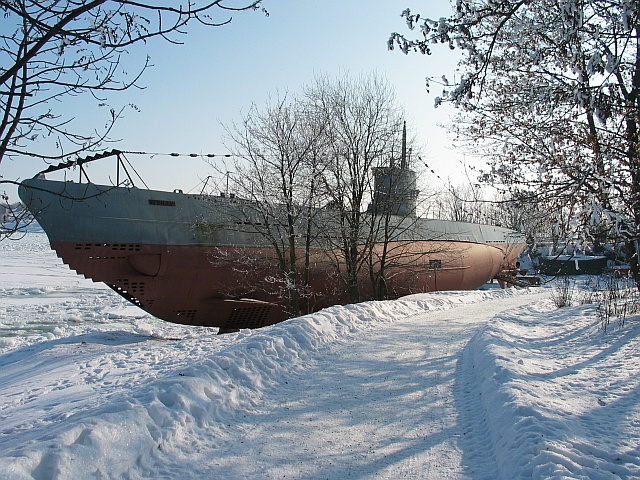
Finnisches U-Boot Vesikko auf Suomenlinna

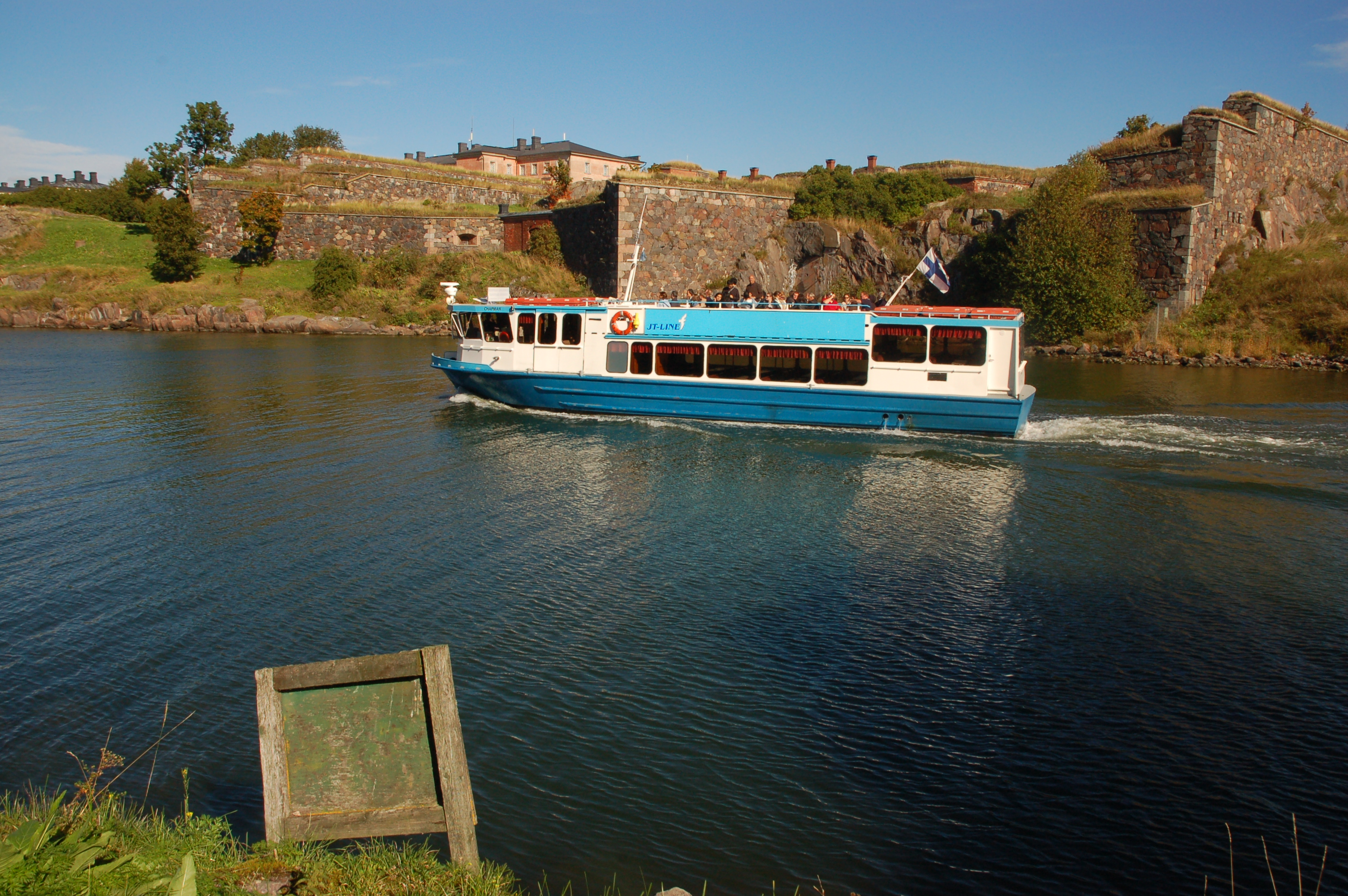
Touristenfähre

Suomenlinna (finn. für „Finnenburg“, schwed.: Sveaborg, „Schwedenburg“, davon abgeleitet der ehemalige finnische Name Viapori) ist eine im 18. Jahrhundert entstandene Festung, die auf mehreren miteinander verbundenen Inseln vor der finnischen Hauptstadt Helsinki liegt. Sie steht auf der Liste des UNESCO-Welterbes und ist mit 900.000 Besuchern pro Jahr ein beliebtes Ausflugsziel für Touristen wie Einheimische, die es auch das Gibraltar des Nordens nennen.
Seit dem Ende ihrer militärischen Nutzung im Jahr 1973 werden die Inseln vom Ministerium für Bildung und Kultur verwaltet, mit Ausnahme der Insel Pikku-Musta, die nach wie vor die Marineschule des finnischen Militärs beherbergt. Neben der historischen Festung selbst beherbergen die Inseln auch mehrere Museen und einige andere Einrichtungen, darunter ein Gefängnis. Die Inseln sind Arbeitsplatz von 400–500 Personen und werden zudem von etwa 850 Menschen bewohnt. In der amtlichen Gliederung Helsinkis ist Suomenlinna ein eigener Stadtteil.

## Anlage
Der Hauptteil der Festung befindet sich auf den Inseln Kustaanmiekka, Susisaari, Iso Mustasaari, Pikku-Musta(saari) und Länsi-Musta(saari), die entweder mit Brücken oder durch Landaufschüttungen miteinander verbunden sind. Alle fünf Inseln sind bebaut und (mit Ausnahme von Pikku-Musta, das die Marineschule beherbergt) besuchbar. Außerdem umfasst die Festung die isolierten Inseln Särkkä, Pormestarinluodot und Lonna. Der Stadtteil Suomenlinna umfasst zusätzlich die Inseln Vallisaari, Kuninkaansaari, Pukkisaari und Vasikkasaari. Zu der insgesamt etwa 80 ha großen Festung gehören insgesamt etwa 200 Gebäude (vorwiegend aus dem späten 18. Jahrhundert) und 105 Kanonen. Die Gesamtlänge der Mauern und Bastionen beträgt 6 km.
Das Königstor ist ein an der Südspitze der Festung bei der Meerenge in Kustaansalmi gelegenes Tor der Festung. Es war ursprünglich der Haupteingang zur Festung. Das Königstor gilt als Wahrzeichen von Suomenlinna.
Suuri linnanpiha auf Susisaari stellt mit den umliegenden Gebäuden die administrative Mitte der Festung dar. Es wurde Anfang 1750 zwischen den Bastionen Ekeblad und Höpke im barocken Stil errichtet. In der Mitte des zentralen Platzes steht das Denkmal Augustin Ehrensvärds, dessen Grabstein König Gustav III. selbst am 5. Juli 1783 gestaltet haben soll. Einige der umliegenden Gebäude wurden durch Artilleriefeuer im Krimkrieg zerstört; aber u. a. das Kommandantenhaus blieb unzerstört und ist heute ein Ehrensvärd gewidmetes Museum. In Linnanpiha befindet sich auch das Haus des Lokalmajors, das älteste Wohnhaus in Suomenlinna und ganz Helsinki. 
Die Suomenlinna-Kirche liegt auf der Insel Iso-Mustasaari. Sie wurde in den Jahren 1850–1854 als orthodoxe Kirche gebaut und in den 1920er Jahren zur heutigen evangelisch-lutherischen Kirche umgewidmet. Auf der Kuppel der Kirche befindet sich seit 1929 ein Leuchtturm. Sein Signal lautet H (. . . .) wie Helsinki.
Das Museums-U-Boot Vesikko liegt an der südöstlichen Spitze von Susisaari. Es wurde im Jahr 1933 erbaut und während des Zweiten Weltkriegs von der finnischen Marine genutzt.
Kruunulinna Ehrensvärd ist ein Wehrtyp, der aus zwei Flügelgebäuden und ihren Fronten besteht. König Gustav III. legte den Grundstein im Jahr 1775. Kruunulinna diente zum Schutz der Werft. Heute gibt es hier Wohnhäuser, einen Kindergarten und einen Ballsaal.
Bastion Zander
Die Tunnel, die es besonders auf Kustaanmiekka und Susisaari gibt, sind ein beliebter Touristenmagnet. Einige davon sind wegen Einsturzgefahr geschlossen, in den anderen ist der Eintritt erlaubt. Die Tunnel sind nicht beleuchtet.

## Geschichte der Festung
Der Bau der Anlage wurde 1748 von den Schweden begonnen, als Finnland noch Teil des schwedischen Königreichs war. Ein befestigter Schutz war nötig geworden, nachdem Peter der Große mit der Gründung von Sankt Petersburg eine stärkere Stellung im Ostseeraum erreichte und Russland sich dort als Seemacht zu behaupten versuchte. Mit der Kontrolle der Errichtung wurde der junge schwedische Leutnant Augustin Ehrensvärd beauftragt. Der finnische Name der Festung war von Anfang an Viapori, in Anlehnung an den schwedischen Namen Sveaborg.
Mit Beginn des russisch-schwedischen Krieges von 1808–1809 kam dem damaligen Kommandanten Carl Olof Cronstedt eine Schlüsselstellung zu. Im März 1808 besetzten russische Truppen die Stadt Helsinki, konnten aber Suomenlinna nicht einfach direkt einnehmen. Nach Verhandlungen kapitulierte Cronstedt jedoch am 3. Mai 1808 und überließ die Festung den Russen, die anschließend ganz Finnland einfacher besetzen konnten. Mit dieser Niederlage endete die 600-jährige Periode schwedischer Herrschaft über Finnland.
Unter russischer Herrschaft wurden die Inseln weiter bebaut und zeitweilig mit über 13.000 Soldaten besetzt. Die lange Friedensperiode endete mit dem Beginn des Krimkrieges (1854–1856). Die alliierten Streitkräfte Frankreichs und Englands beschossen Suomenlinna drei Tage lang und verursachten starke Schäden. Im Zuge der Reparaturen wurden die Anlagen noch einmal erweitert.
1906 meuterten die Soldaten der Festung, jedoch ohne weitreichenden Erfolg. Im Ersten Weltkrieg nutzte Russland die Inseln als Teil seines Verteidigungssystems im Ostseeraum.
Erst mit der Russischen Revolution konnten die Finnen die Festung endgültig selbst übernehmen, nachdem sie die Unabhängigkeit erreicht hatten. Mit Betonung der eigenen nationalen Identität ist der finnische Name der Festung daher seit 1918 Suomenlinna (Finnenburg), während der schwedische Name Sveaborg (Schwedenburg) auf die frühere Zugehörigkeit zu Schweden Bezug nimmt. Im finnischen Bürgerkrieg 1918 richteten die „Weißen“ auf einer der Inseln ein Gefängnis ein, in dem 3.000 Sympathisanten der „Roten“ starben. Auch die Umgestaltung der ehemaligen russisch-orthodoxen Garnisonskirche in der Zwischenkriegszeit, bei der sie durch die Beseitigung der typisch orthodoxen Kuppeln an den Stil der klassizistischen lutherischen Kirchen angeglichen wurde, dokumentiert die nationalfinnische Machtübernahme auf der Insel. Im Zweiten Weltkrieg dienten die Inseln den Finnen als Stützpunkt von Küstenartillerie, Luftabwehr und U-Booten. In der Nachkriegszeit verlor die Festung immer mehr an Bedeutung und wurde schließlich 1973 vom Verteidigungsministerium zur Verwaltung an das Ministerium für Bildung und Kultur abgegeben.
Noch heute gilt Suomenlinna als ein Musterbeispiel für Militär- und Festungsarchitektur, die bei der Errichtung stark an die Ideen des Baumeisters Vauban angelehnt war.

## Verkehrsanbindung
Suomenlinna ist über eine öffentliche Fährverbindung der Verkehrsbetriebe Helsinki (HKL) direkt mit dem Marktplatz Kauppatori verbunden.
Diese wird im Sommer mit drei Fähren, die meist im 15- bis 20-Minuten-Takt fahren, bedient. Im Winter verkehrt nur eine Fähre (alle 40 bzw. 60 Minuten). Eine Überfahrt dauert ca. 15 Minuten. Der Fährbetrieb läuft von ca. 6 Uhr morgens bis 2 Uhr nachts.
Zudem ist eine Überfahrt mit den Wasserbussen der privaten JT-Linie möglich. Die Wasserbusse pendeln zwischen dem Anleger am Marktplatz zu zwei verschiedenen Wasserbusanlegern (Tykistölahti und Kuninkaanportti) auf der Insel.
Es gibt einen Tunnel, der von Kaivopuisto nach Suomenlinna führt. Dieser wurde in den Jahren 1976–1980 hauptsächlich für Wasserrohre und Stromleitungen gebaut und darf nur von Rettungsfahrzeugen und von den Behörden genutzt werden.

## Suomenlinna in der Literatur
Suomenlinna und insbesondere die Kapitulation vom 3. Mai 1809 ist Gegenstand des Gedichts Sveaborg aus der berühmten Gedichtsammlung Fähnrich Stahl des finnlandschwedischen Dichters Johan Ludvig Runeberg. Die Festung wird hier wie folgt beschrieben:
Den blickar över hav och fjärd
med ögon i granit,
den lyfter högt sitt Gustavssvärd
och menar stolt: kom hit!
Det svärdet sänks ej för att slå,
det blixtrar blott och krossar så.
 
Låt bli att trotsigt nalkas ön
då kriget gör sin rund;
stör icke drottningen av sjön
i hennes vredes stund:
Hon slungar mot dig dödens bud
i tusende kanoners ljud.
(„Sie blickt über Meer und Fjord / mit Augen aus Granit, / sie hebt hoch ihr Gustavssvärd [wörtlich: Gustavschwert, Gustavssvärd ist der Name einer Schanze von Suomenlinna] / und sagt stolz: Komm her! / Das Schwert wird nicht gesenkt, um zu kämpfen, / es blitzt nur und vernichtet so. // Lass es bleiben, der Insel trotzig zu nahen / wenn der Krieg seine Runde macht; / störe nicht die Königin der See / im Augenblick ihres Zornes: / Sie schleudert gegen dich die Botschaft des Todes / im Laut von tausenden Kanonen.“)
1966 erschien der Roman Sveaborg (Свеаборг) des sowjetischen Schriftstellers Nikolai Semenkewitsch (Николай Семенкевич), dessen gleichnamige Verfilmung, eine 142-minütige sowjetisch-finnische Koproduktion, 1972 herauskam. Das Werk thematisiert den Aufstand von 1906.

## Söhne und Töchter des Orts
- Wissarion Belinski (1811–1848), russischer Literaturkritiker, Publizist, Linguist und Philosoph
- Fjodor Heiden (1821–1900), russischer Militär; von 1881 bis 1898 Generalgouverneur des Großfürstentums Finnland
- Alexander Kisseljow (1838–1911), russischer Maler
- Robert Stigell (1852–1907), russischer Bildhauer
- Nikolai Knipowitsch (1862–1939), russischer Ichthyologe und Hydrologe